# Mario Chiesa (militare)
Mario Chiesa (Marcignago, 30 gennaio 1898 – Mornago, 18 agosto 1938) è stato un militare e prefetto italiano.
Fu volontario di guerra, mutilato sul Piave e insignito di medaglia d’argento al valor militare, legionario fiumano, figura preminente del Sansepolcrismo e dello squadrismo fascista e infine prefetto del Regno.

## Biografia

### La guerra
Studente a Milano, inizia la sua attività politica appassionandosi al movimento irredentista. Nel maggio del 1915, a 17 anni, si arruola alterando la data di nascita nei documenti personali e viene assegnato al 65º fanteria. Scoperto, viene rimandato a casa e si arruola nuovamente appena compiuto il 18º anno di età.
Combatte dapprima nel 1916 in Artiglieria da montagna sull'Altopiano d'Asiago, poi nel 1917 è comandante di una sezione di bombarde sul Carso. Nel giugno del 1918, durante la Battaglia del Solstizio, viene ferito in combattimento al braccio destro, procurandosi l'anchilosi permanente al gomito. A seguito di quest'avvenimento, viene decorato di medaglia d'argento al valor militare.

### Attività come squadrista
Tornato a Milano, partecipa all'adunata preparatoria della costituzione dei Fasci di Combattimento il 21 marzo 1919, ed è altresì presente all'adunata di Piazza San Sepolcro il 23 marzo 1919; lo stesso giorno viene pubblicata sulle pagine de "Il Popolo D'Italia" la sua adesione al neonato movimento.
Il 15 aprile 1919, è protagonista, insieme a Ferruccio Vecchi e Filippo Tommaso Marinetti, della prima azione fascista a Milano, l'assalto all'Avanti!. Mario Chiesa uscì dall'Aula Magna del Politecnico a capo di 300 studenti, perlopiù allievi ufficiali dell'esercito reduci di guerra, raggiungendo Piazza del Duomo e unendosi alla più esigua compagine di arditi e futuristi capeggiati da Vecchi e Marinetti. Insieme raggiunsero il corteo socialista e anarchico e in Via Mercanti, disperdendolo a colpi di pistola fino al Castello Sforzesco. Negli scontri vennero uccisi tre operai: la giovane socialista diciannovenne Teresa Galli, il diciottenne Pietro Bogni e e il sedicenne Giuseppe Luccioni, tutti raggiunti da colpi di arma da fuoco al capo, numerosi furono i feriti. I manifestanti si diressero poi presso la sede dell'Avanti! in via San Damiano, che venne presa d'assalto ed incendiata. Due giorni dopo, il 17 aprile del 1919, a Mario Chiesa venne affidato il comando di una delle prime squadre fasciste, detta "squadra del Politecnico", costituita dagli studenti protagonisti dell'assalto e intitolata più tardi ad Enrico Toti per volere di Benito Mussolini.
Il 14 settembre 1919, prende parte all'Impresa di Fiume come Alfiere dell'8º reparto d'assalto. Imbarcato sulla nave Cortellazzo, al comando di un plotone di arditi, partecipa il 14 novembre 1919 alla spedizione e all'occupazione di Zara con Gabriele D'Annunzio.
In occasione del celebre duello del 13 maggio 1922 con il pubblicista Mario Missiroli, allora direttore de "Il Secolo", Benito Mussolini sceglie Mario Chiesa come suo padrino.  In seguito alla Marcia su Roma, Chiesa si dedica alla sua attività di Ingegnere, essendosi nel frattempo laureato il 6 maggio 1921 presso il Politecnico di Milano come Ingegnere Industriale Meccanico.

### Prefetto del Regno
Nel giugno 1928, a soli 30 anni, viene nominato Prefetto da Benito Mussolini con destinazione a Cuneo; successivamente verrà destinato ad esercitare le sue funzioni in Provincia di Udine, Como, Littoria (di cui fu il primo prefetto) e infine Varese.

### L'incidente aereo

L'idrovolante Macchi M.C. 94

Il 18 agosto 1938, verso le ore 17, un idrovolante modello M.C. 94 della ditta Aermacchi di Varese, pilotato dal capo collaudatore Giuseppe Burei per un volo dimostrativo, precipita nei pressi di Montonate di Mornago, un quarto d'ora dopo il decollo dall'idroscalo di Varese; l'intero equipaggio di 14 persone perde la vita, tra cui il prefetto Mario Chiesa insieme alla moglie Giuliana e alle figlie Sandra e Mietta.